# Софьино (Большеберезниковский район)
 Софьино  — деревня в Большеберезниковском районе Мордовии в составе Косогорского сельского поселения.

## География
Находится на расстоянии примерно 17 километров по прямой на северо-запад от районного центра села Большие Березники.

## История
Известна с 1864 года. В 1869 году в деревне было отмечено 67 дворов. Название дано по имени помещицы Софьи Борх

## Население
| 2002 | 2010 |
| ---- | ---- |
| 14   | ↘11  |

Постоянное население составляло 14 человек (русские 93 %) в 2002 году, 11 в 2010 году.